# Muramasa
Muramasa (村正?), conocido comúnmente como Sengo Muramasa (千子村正?), fue un famoso espadero que fundó la escuela Muramasa y vivió durante el período Muromachi (siglos XIV al XVI) en Kuwana, provincia de Ise, Japón (actual Kuwana (Mie)).

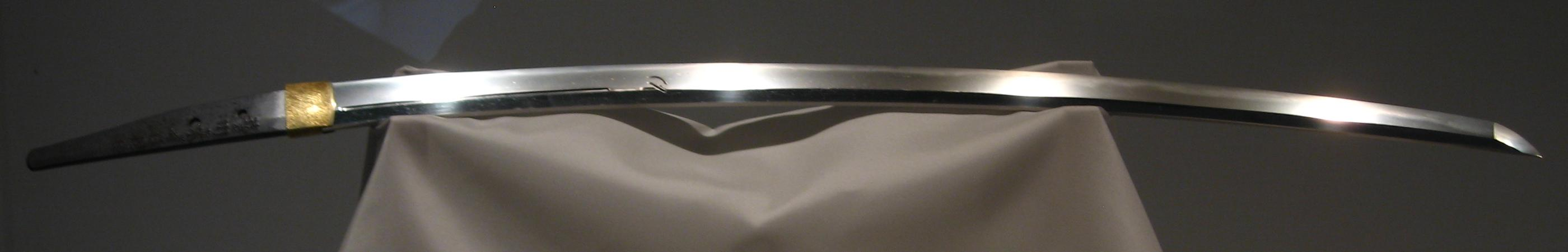
Katana Muramasa (勢州桑名住村正) en el Museo Nacional de Tokio.

A pesar de su reputación original de cuchillas finas favorecidas por el shōgun Tokugawa Ieyasu y sus vasallos, las espadas katana se convirtieron gradualmente en un símbolo del movimiento anti-Tokugawa. Además, en la tradición y la cultura popular del siglo XVIII, las espadas han sido consideradas como yōtō (妖刀 "Katana Maldita"?).

## Trabajo

### Estilo
Al igual que su reputación única, Muramasa es conocido por algunas características bastante inusuales en su trabajo. Estos atributos a menudo se llaman por términos con el prefijo "Muramasa".
- Muramasa-ba (村正刃 "Borde tipo Muramasa"?) La primera característica particular de él es el uso frecuente de un hamon en forma de onda. El hamon de Muramasa se clasifica como gunome-midare, es decir, forma formas de onda aleatorias. En particular, el gunome-midare de Muramasa tiene valles muy largos y poco profundos entre un grupo de formas gunome.[3] Además, el patrón frontal y el posterior a menudo coinciden bien.[3]
- Muramasa-nakago (村正中心 "Espiga al estilo de Muramasa"?) La otra característica fácilmente identificable que se verá en las hojas de Muramasa es la forma del vientre de pez (tanagobara) del nakago.[3] Hayashi Shigehide (林重秀?) en el siglo XIX a menudo simulaba este estilo.

### Trabajos notables
Aunque la escuela de Muramasa es extremadamente famosa en la cultura popular, ninguna de sus espadas está designada como Tesoro Nacional o Propiedad Cultural Importante.
Myōhō Muramasa (妙法村正 "Muramasa del Sublime Dharma"?) es la única espada designada oficialmente como una obra de arte importante. Uchigatana, longitud 66.4 cm, curvatura 1.5 cm, ancho inferior 2.8 cm, shinogi-zukuri, iori-mune y chū-kissaki nobi (ver también Glosario de espadas japonesas). La parte frontal contiene un signo de Muramasa y un signo de mantra myōhō renge kyō (妙法蓮華経?) (un mantra de Namu Myōhō Renge Kyō o el Sutra del loto del budismo Nichiren). El reverso contiene un signo de año 永正十年葵酉十月十三日 (día 13 del décimo mes de Eishō 10, es decir, 10 de noviembre de 1513). Es muy probable que se eligiera la fecha porque el sumo sacerdote Nichiren murió el día 13 del décimo mes de Kōan 5 (1282). Ambas partes contienen hermosos grabados de Kurikara (la espada mitológica de Fudō Myō ō potenciada por un dragón en llamas). El estilo de los grabados es similar al del herrero Heianjō Nagayoshi, por lo que algunos estudiosos sugieren que Muramasa estudió con Nagayoshi. También es de damasco plateado con los personajes Nabeshin (鍋信?), lo que sugiere que la espada una vez estuvo en posesión de Nabeshima Katsushige (1580-1657), el primer señor daimyō del Dominio de Saga. Más tarde, esta espada fue entregada al hijo de Katsushige, Nabeshima Motoshige, el primer señor del Dominio de Ogi, y ha sido heredada por sus sucesores.
Los estudiantes de Muramasa también hicieron excelentes armas. Fujiwara Masazane, discípulo de Muramasa, forjó a Tonbokiri, una de Las Tres Grandes Lanzas de Japón. Masazane también forjó una espada llamada Inoshishi-giri (猪切 "Asesino de Jabalíes"?) cuyo nombre proviene de una leyenda de que Sakai Tadatsugu mató a un jabalí con esta espada cuando acompañaba a Ieyasu en la caza.

## Historia

### Origen
Se desconoce el origen exacto de la escuela Muramasa. La espada existente más antigua equipada con un signo de nombre Muramasa y un signo de fecha muestra el año Bunki 1 (1501). Los académicos, sin embargo, afirman que varias espadas firmadas con Muramasa (pero sin signos de año) son un poco mayores que 1501 a la luz de sus estilos. En general, se cree que la escuela de Muramasa abarcó al menos tres generaciones. No está claro cuándo desapareció la escuela, pero algunas espadas de Muramasa contienen el signo del año Kanbun (1661-1673).
Lores a finales del período Muromachi (principios del siglo XVI-1573) declaró que Muramasa I era estudiante de Masamune (c. 1300), el mayor espadachín de la historia de Japón, y la familia Hon'ami (dinastía familiar de espadachines y conocedores de espadas) comentó que su floruit era la era Jōji (1362–1368). Sin embargo, los estudiosos del período Azuchi-Momoyama (1573–1600) hasta los días modernos, han descartado la relación de Masamune y Muramasa como fantasía porque todas las espadas existentes de Muramasa son demasiado nuevas para apoyar esta teoría. Otra teoría afirma que Muramasa I era estudiante de Heianjō Nagayoshi, un destacado espadachín de Kioto conocido por sus lanzas y grabados. La escuela de Masashige (正重?), una rama notable de la escuela Muramasa, registra Masashige I murió en 1456, por lo que Muramasa estaba activo antes de 1456 si creemos en el registro.
Sengo (千子?), el epíteto de Muramasa, también está cubierto de mitos. Una creencia común dice que Muramasa nací en un lugar llamado Sengo, pero en realidad no existe tal lugar cerca de Kuwana. Otra leyenda popular dice que la madre de Muramasa adoraba al bodhisattva Senju Kannon y por eso se llamaba Sengo, una forma abreviada de Senju no ko (千手の子 "hijo de Senju"?).
Kanzan Sato afirma que el año de inicio de Muramasa I fue Entoku y Meiō (1489-1501), el de Muramasa II fue Tenbun (1532-1539), y el de Muramasa III fue Tenshō (1573-1591). Por otro lado, Suiken Fukunaga considera que el floruit de Muramasa estaba cerca de Shōchō (1428-1429) y la espada 1501 fue forjada por Muramasa III.

### Relación con la dinastía Tokugawa
Debido a su exquisita nitidez, las espadas de Muramasa fueron favorecidas especialmente por los samurái de Mikawa (liderados por Tokugawa Ieyasu, el fundador del shogunato Tokugawa, y sus antepasados). Naturalmente, cuando ocurre una desgracia en el clan Tokugawa, a menudo se relaciona con Muramasa, definitivamente no porque estén "malditos", sino simplemente porque la mayoría de los samuráis Mikawa usan estas espadas. Matsudaira Kiyoyasu, un abuelo de Ieyasu, fue asesinado por error por su propio vasallo Abe Masatoyo con un Muramasa. El padre de Ieyasu, Matsudaira Hirotada, también fue apuñalado con un Muramasa por Iwamatsu Hachiya, quien perdió la cabeza por beber en exceso. Cuando el primer hijo de Ieyasu, Matsudaira Nobuyasu, se vio obligado a suicidarse (seppuku), su decapitadora (kaishakunin) Amagata Michitsuna usó un Muramasa.
A pesar de estos desafortunados incidentes, Tokugawa Ieyasu y su generación parecían apreciar mucho las armas de Muramasa. El mismo Ieyasu poseía dos espadas forjadas por Muramasa y se las dejó a su familia; a partir de 2013, la familia Owari-Tokugawa todavía tiene uno de los dos como herencia. Honda Tadakatsu, uno de los Cuatro Mejores Generales de Ieyasu, empuñó a Tonbokiri, una lanza legendaria forjada por Fujiwara Masazane, que estudió en la escuela de Muramasa. Sakai Tadatsugu, otro de los Cuatro, empuñó Inoshishi-giri, una espada forjada por Masazane.
Sin embargo, generaciones posteriores en el shogunato gradualmente llegaron a pensar en Muramasa como artículos siniestros. Arai Hakuseki, el oficial burócrata académico del shogunato, comentó: "Muramasa está asociado con eventos siniestros". Incluso Tokugawa Jikki (1849), el libro de historia oficial publicado desde el shogunato, cita a Kashiwazaki Monogatari (柏 崎 物語?  1787), que cuenta una leyenda que Ieyasu consideraba a Muramasa como objetos malditos y los prohibió a su familia, aunque es claramente un producto inventado. historia considerando la herencia de la familia Owari-Tokugawa.
En el período Bakumatsu (1853-1868), Muramasa fue considerado de alguna manera como un portador de maldiciones contra el shogunato, y por lo tanto los shishi (activistas anti-Tokugawa) deseaban adquirir cuchillas Muramasa. A pesar de que la escuela de Muramasa no tiene un estatus exaltado o prestigioso para ser utilizado por la familia imperial en tiempos ordinarios, el Príncipe Arisugawa Taruhito, el comandante en jefe del Ejército Imperial contra el shogunato Tokugawa, ejerció una Muramasa. Guerra Boshin (1868-1869). Para satisfacer la creciente demanda, las falsificaciones de cuchillas Muramasa también se hicieron a menudo en este período.

## Relevancia cultural

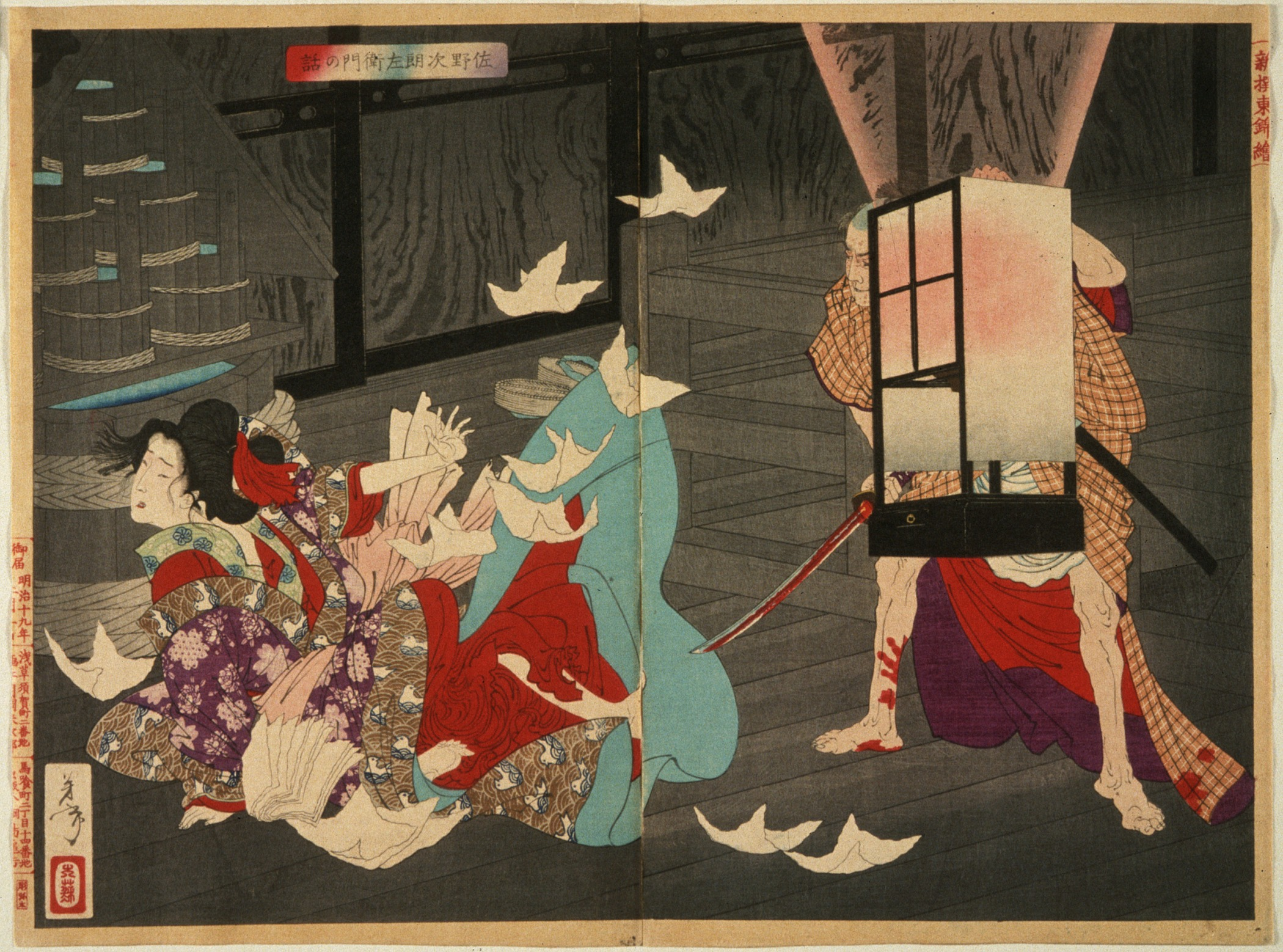
Un cuento de Sano Jirōzaemon, Tsukioka Yoshitoshi, 1886. La gente rumoreó que Jirōzaemon asesinó a su amante con una espada maldita. El drama kabuki Kago-tsurube Sato-no-Eizame (1888) afirmó que su espada fue forjada por Muramasa.

En la cultura popular, las espadas de Muramasa a menudo se representan como espadas malditas con poderes demoníacos. Oscar Ratti y Adele Westbrook dijeron que Muramasa "era un herrero muy hábil pero una mente violenta y mal equilibrada que rayaba en la locura, que se suponía que había pasado a sus cuchillas. Se creía popularmente que tenían hambre de sangre e impulsar a su guerrero a cometer asesinato o suicidio". También se ha dicho que una vez desenvainada, una hoja de Muramasa debe extraer sangre antes de que pueda regresar a su vaina, incluso hasta el punto de obligar a su portador a herirse o suicidarse. Por lo tanto, se lo considera una espada maldita demoníaca que crea sed de sangre en quienes la manejan.
Estas imágenes estereotipadas se remontan a dramas kabuki en los ss. XVIII-XIX siglo, como Katakiuchi Tenga Jaya Mura (敵討天下茶屋聚?) (1781), Hachiman Matsuri Yomiya no Nigiwai (1860), Konoma no Hoshi Hakone no Shikabue (木間星箱根鹿笛?) (1880), y Kago-tsurube Sato-no-Eizame (1888).
Cuando Matsudaira Geki se volvió loco por el acoso de poder de sus superiores y los mató en el Castillo Edo en el sexto año de Bunsei (1823), la gente del pueblo rumoreó que Geki usaba un Muramasa, aunque en realidad la espada no tenía señal y no había evidencia de que apoya el rumor. Este incidente muestra cuán grande fue la influencia de los dramas kabuki sobre la gente común.
En el manga y anime One piece existen las katanas Kitetsu, famosas por su gran calidad pero consideradas malditas, lo cual es una clara referencia a las Muramasa.
En el anime Bleach, Muramasa es uno de los principales antagonistas.
Katana de DC utiliza una espada denominada "la Ladrona de Almas" realizada por muramasa.
En varias historias de Marvel Comics, Muramasa es un herrero que forja una espada utilizada durante un tiempo por Wolverine. Las heridas realizadas con la espada Muramasa no podían curarse mediante el factor curativo acelerado de los personajes del cómic.
En el juego Happy Wars la muramasa es una edición limitada y algo difícil de conseguir.
En el anime Akame ga Kill! una de las protagonistas, Akame, usa la espada maldita Murasame, la cual mata con un solo corte. Esta es una clara referencia a las espadas Muramasa.
En el juego Metal Gear Rising, el antagonista Sam lleva consigo una espada muramasa color rojo, la cual es desbloqueable.
En el juego Yakuza (videojuego), se puede conseguir la espada Muramasa en el casino a cambio de 9.800 Fichas.
En el anime, manga y novela ligera C3 — Cube x Cursed x Curious existe una personaje llamada "Konoha Muramasa" la cual tiene la habilidad de transformarse en una espada Muramasa y ser manipulada por su dueño, además de poseer habilidades de corte de espada con sus manos en forma humana. Se menciona que era una herramienta maldita cuya maldición hacía que su dueño enloqueciera y quisiera cortar a cualquiera que se le atraviese, apodandola "espada del demonio"
En Ninja Gaiden y Ninja Gaiden II (videojuego de 2008) Muramasa tiene una tienda en la que el jugador puede mejorar las armas de Ryu Hayabusa.
El productor guerneseyés Alexander Crossan escogió el nombre artístico Mura Masa en honor a Sengo Muramasa.
Dentro del videojuego Fate/Grand Order es un servant de la clase Saber.
En el videojuego Terraria existe una espada llamada Muramasa.
En la saga de juegos Mega Man Battle Network, hay un Battlechip llamado Muramasa, atribuido al Net Navi malvado ShadowMan.EXE, que aumenta su poder mientras menos HP tenga MegaMan.EXE.
En la novela visual Fullmetal Daemon Muramasa, la espada Muramasa toma forma de "tsurugi" una armadura sobrenatural y tiene un papel central en la historia.